# Rothbury
Rothbury è un paese di 2 107 abitanti della contea del Northumberland, in Inghilterra.
L'azienda Nucleosys Digital Studio colloca qui Blackwood Manor, la villa vittoriana in cui è ambientato il videogioco  Scratches - Graffi mortali da essa sviluppato.

## Monumenti e luoghi d'interesse

### Architetture civili

#### Cragside
Nei dintorni di Rothbury si trova Cragside, una residenza vittoriana realizzata tra il 1863 e il 1895 e appartenuta all'inventore e imprenditore William George Armstrong, I barone di Armstrong.